# Availles-Thouarsais
Availles-Thouarsais és un municipi francès situat al departament de Deux-Sèvres i a la regió de la Nova Aquitània. L'any 2007 tenia 210 habitants.

## Demografia

### Població
El 2007 la població de fet d'Availles-Thouarsais era de 210 persones. Hi havia 76 famílies de les quals 16 eren unipersonals (12 homes vivint sols i 4 dones vivint soles), 32 parelles sense fills, 24 parelles amb fills i 4 famílies monoparentals amb fills.
La població ha evolucionat segons el següent gràfic:
Habitants censats

### Habitatges
El 2007 hi havia 105 habitatges, 86 eren l'habitatge principal de la família, 11 eren segones residències i 8 estaven desocupats. 103 eren cases i 2 eren apartaments. Dels 86 habitatges principals, 74 estaven ocupats pels seus propietaris, 10 estaven llogats i ocupats pels llogaters i 2 estaven cedits a títol gratuït; 3 tenien dues cambres, 4 en tenien tres, 23 en tenien quatre i 56 en tenien cinc o més. 67 habitatges disposaven pel capbaix d'una plaça de pàrquing. A 39 habitatges hi havia un automòbil i a 41 n'hi havia dos o més.

### Piràmide de població
La piràmide de població per edats i sexe el 2009 era:
| Homes | Edats   | Dones |
| ----- | ------- | ----- |
| 0     | 95 o +  | 0     |
| 4     | 90 a 94 | 0     |
| 0     | 85 a 89 | 0     |
| 0     | 80 a 84 | 0     |
| 0     | 75 a 79 | 4     |
| 12    | 70 a 74 | 4     |
| 8     | 65 a 69 | 0     |
| 12    | 60 a 64 | 12    |
| 12    | 55 a 59 | 16    |
| 4     | 50 a 54 | 4     |
| 8     | 45 a 49 | 8     |
| 8     | 40 a 44 | 0     |
| 12    | 35 a 39 | 12    |
| 8     | 30 a 34 | 12    |
| 4     | 25 a 29 | 8     |
| 8     | 20 a 24 | 4     |
| 12    | 15 a 19 | 8     |
| 12    | 10 a 14 | 16    |
| 8     | 5 a 9   | 8     |
| 4     | 0 a 4   | 4     |

## Economia
El 2007 la població en edat de treballar era de 121 persones, 89 eren actives i 32 eren inactives. De les 89 persones actives 83 estaven ocupades (49 homes i 34 dones) i 6 estaven aturades (6 homes). De les 32 persones inactives 16 estaven jubilades, 7 estaven estudiant i 9 estaven classificades com a «altres inactius».

### Ingressos
El 2009 a Availles-Thouarsais hi havia 88 unitats fiscals que integraven 206 persones, la mediana anual d'ingressos fiscals per persona era de 15.648 €.

### Activitats econòmiques
Dels 5 establiments que hi havia el 2007, 3 eren d'empreses de construcció, 1 d'una empresa de transport i 1 d'una empresa de serveis.
Dels 2 establiments de servei als particulars que hi havia el 2009, 1 era una lampisteria i 1 electricista.
L'any 2000 a Availles-Thouarsais hi havia 16 explotacions agrícoles que ocupaven un total de 1.044 hectàrees.

## Poblacions més properes
El següent diagrama mostra les poblacions més properes.